# 揚吉爾·克列汗

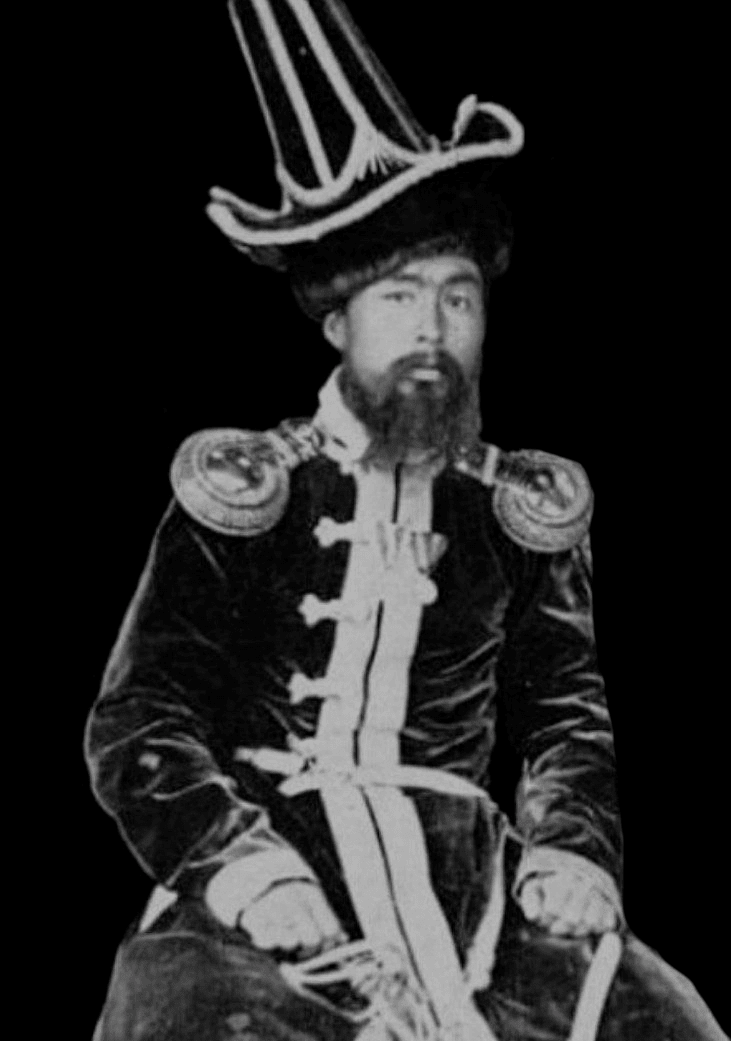
揚吉爾·克列汗

揚吉爾·克列汗（1801年—1845年8月11日）是哈薩克布克依斡耳朵第二位也是最後一位可汗，於1823年至1845年在位，也是最後一位被正式任命的可汗。在他統治期間，他試圖將部落建立為一個基於俄羅斯帝國模式的現代國家，並實施了一系列改革。他仍然因努力將正規教育帶入部落而廣為人知，但因提倡封建主義而備受爭議，導致1836年伊薩泰·泰馬諾夫起義。除了可汗之外，他還擔任病理學家，廣泛研究炭疽病，並擔任人類學家，記錄哈薩克族史詩和武器。

## 早年
揚吉爾·克烈於1801年出生於布克依斡耳朵，他的父親是出身小玉茲的布克依。他來自托熱氏族，這是成吉思汗直系後裔的氏族。他從小就表現出對科學的興趣，並被送到阿斯特拉罕省省長斯捷潘·安德列耶夫斯基那裡生活。並接受了政治、行政和其他學科的教育。除了他的母語哈薩克語外，他還能說流利的俄語、波斯語和阿拉伯語。此外，他還掌握了相當多的德語知識，並用察合台語寫作。他從小就意識到教育的重要性，表達了在部落開辦學校的願望。在父親去世時，揚吉爾·克列只有14歲。由於無法統治部落，他的叔叔昔凱被指定為攝政王。

## 執政
1823年6月22日，沙皇亞歷山大一世任命揚吉爾·克烈汗為可汗，儘管他的統治實際上在一年後才開始，在烏拉爾斯克舉行了正式儀式。掌權一年後，他娶了他的第一任妻子，奧倫堡穆夫提穆哈梅詹·胡賽諾夫的女兒。他參加了沙皇尼古拉一世的加冕典禮，法蒂瑪在舞會上與沙皇共舞，給他留下了深刻的印象。隨後，從俄羅斯國庫撥款25,000盧布用於建造宮殿。揚吉爾汗也對歐洲進行了一次盛大的訪問。
1840年，他被任命為俄羅斯帝國陸軍少將。

## 社會與教育改革
揚吉爾·克列汗執政後的主要優先事項之一是在俄羅斯的協助下在部落內建立現代教育。1839年，他要求奧倫堡省派遣一名獸醫到部落，以便向哈薩克人傳授現代畜牧業技術，並派遣一名助產士協助產科。可汗在部落內建立了第一所學校，並擔任其第一任教師。
除了他的教育改革外，可汗還建立了一個基於俄羅斯帝國的中央集權政府，包括一個顧問委員會，以及一個行政辦公室。部落的首領貝伊直接隸屬於可汗。他還向部落介紹了西醫，為他的公民接種疫苗，並於1838年在部落建立了第一家藥房，此外還有的第一家醫院。

## 土地改革
當揚吉爾-克列汗掌權時，哈薩克人幾乎完全是遊牧民族，部落沒有永久首都。1827年底，利用俄羅斯提供的資金，在現代的汗斡耳朵村建造了一座首都。雖然首都最初很小，但後來在1832年貿易博覽會之後開始大幅擴張，並被普遍稱為“草原上的聖彼得堡”。在今天的俄羅斯帕拉索夫斯基區也建造了一個夏都。在可汗統治期間，總共建造了十個永久定居點。
為了鼓勵他的公民定居和終結遊牧生活方式，可汗採取了兩項行動。首先是對哈薩克遊牧民徵收所要求的稅款，這些遊牧民族的牲畜在鄰近的土地上放牧，第二項行動是將部落內的土地私有化。最初，只有表現出對可汗忠誠的貝伊才能獲得牧場。然而，緊隨其後的是將土地出售給富人的制度，以努力走向封建主義。斡耳朵超過三分之一的人口完全沒有土地，被迫成為農奴，俄羅斯政府禁止哈薩克人在裡海沿岸或伏爾加河和烏拉爾河沿岸定居，進一步加劇了問題。
由於可汗的政策，斡耳朵內牧民於1836年在伊薩泰·塔馬諾夫和的馬赫姆別特·奧特米蘇里領導下起義。可汗通過請求俄羅斯援助來回應起義，這是以增加斡耳朵對俄羅斯政府的依賴為代價的。

## 經濟改革
除了土地和教育改革外，可汗還為斡耳朵的經濟帶來了重大轉變。他建立了兩種稅種：天課和對牛隻徵收的sogym 稅。1832年，在奧倫堡省的許可下，他在汗斡耳朵舉辦了一次貿易博覽會。由於交易會，汗斡耳朵村成為當地具有重要經濟意義的城市。貿易成為部落經濟的重要組成部分，公民用牛換取伏爾加德意志人或俄羅斯本土牧民的其他商品。

## 科學
除了政治，可汗還是一位多才多藝的病理學家，研究炭疽病對人體的影響並出版了專著《論炭疽病》。他與當時的歐洲和俄羅斯科學家交換了信件，包括亞歷山大·馮·洪堡和卡爾·福克斯，從1826年到他生命的盡頭，與後者保持著廣泛的聯繫。他向喀山大學捐贈了六份阿拉伯文、波斯語和土耳其語的手稿，他1844年在俄羅斯帝國領土上出版了第一份關於伊斯蘭教法的書面描述。
除了捐贈手稿和病理學著作外，可汗還是哈薩克人類學的堅定支援者。他寫下了哈薩克民族史詩，並在家人和其他人員的合作下從其他孛兒只斤氏的親戚獲得了足夠的古代蒙古武器，以及盔甲、槍支和狩獵設備，以便在汗奧爾達西村建立了一個被稱為“軍械庫”的博物館。它是現代哈薩克已知的第一個博物館。

## 死亡
1845年8月11日，揚吉爾·克列汗去世，正式死因是中風，儘管這種說法受到歷史學家的質疑。根據官方解釋的反對者，可汗被謀殺了。出現了兩種不同的理論來質疑他死亡的官方版本。第一種說法是他被他的理髮師暗殺的，可能是在尼古拉斯一世的命令下。第二種理論聲稱可汗被毒死了，理由是他直到去世都保持身體活躍和健康。
蘇聯史學歷來將揚吉爾-克烈汗視為負面人物，因為他提倡封建主義並在1836年起義中的作用。自哈薩克獨立以來，歷史學家之間形成了一種更加微妙的立場。他的努力對哈薩克的教育發展產生了重大影響。